# Mim becut rogenc
El mim becut rogenc (Toxostoma rufum) és un ocell de la família dels mímids (Mimidae).

## Hàbitat i distribució
Habita espesures, sotabosc i medi urbà des del sud-est d'Alberta i centre de Saskatchewan, cap a l'est fins Nova Brunswick i sud-oest de Maine, cap al sud a l'est de Texas, costa del Golf i sud de Florida i, cap a l'oest fins l'oest de Montana, est de Wyoming, est de Colorado, nord-est de Nou Mèxic i oest de Kansas.